# ENECO Tour 2005
De 1ste editie van de ENECO Tour werd gehouden van 3 tot en met 8 augustus 2005. Het totale parcours had een lengte van 1230 km.
De ENECO Tour maakt deel uit van de UCI ProTour, de wielercompetitie die de UCI heeft opgezet als opvolger van de Wereldbeker wielrennen. Hoewel er in eerste instantie sprake zou zijn van een Ronde van de Benelux, voerde de ENECO Tour in 2005 niet door Luxemburg.

## Parcours
In België werd er door de provincies Limburg, Antwerpen en Luik gereden, in Nederland werden Noord-Brabant en Limburg aangedaan.

## Etappe-overzicht
| Datum | Etappe             | Parcours                           | Afstand | Winnaar           | Tweede           | Derde             | Leider           |
| ----- | ------------------ | ---------------------------------- | ------- | ----------------- | ---------------- | ----------------- | ---------------- |
| 3/8   | Proloog            | Mechelen (B) - Mechelen            | 5,7 km  | Rik Verbrugghe    | Carlos Barredo   | Servais Knaven    | Rik Verbrugghe   |
| 4/8   | Etappe 1           | Geel (B) - Mierlo (NL)             | 192 km  | Max van Heeswijk  | Marco Zanotti    | Steven de Jongh   | Max van Heeswijk |
| 5/8   | Etappe 2           | Geldrop (NL) - Sittard (NL)        | 178 km  | Simone Cadamuro   | Marco Zanotti    | Enrico Gasparotto | Max van Heeswijk |
| 6/8   | Etappe 3           | Beek (NL) - Landgraaf (NL)         | 206 km  | Allan Davis       | Erik Dekker      | Daniele Bennati   | Rik Verbrugghe   |
| 7/8   | Etappe 4*          | Landgraaf - Verviers (B)           | 232 km  | Alessandro Ballan | Rik Verbrugghe   | Leif Hoste        | Rik Verbrugghe   |
| 8/8   | Etappe 5           | Verviers - Hasselt (B)             | 194 km  | Max van Heeswijk  | Alberto Ongarato | Stefan van Dijk   | Rik Verbrugghe   |
| 9/8   | Etappe 6           | Sint-Truiden (B) - Hoogstraten (B) | 196 km  | Stefan van Dijk   | Max van Heeswijk | Simone Cadamuro   | Rik Verbrugghe   |
| 10/8  | Etappe 7 (tijdrit) | Etten-Leur (NL) - Etten-Leur       | 26,3 km | Bobby Julich      | Leif Hoste       | Erik Dekker       | Bobby Julich     |

* In de vierde etappe, op een parcours zoals dat van Luik-Bastenaken-Luik, werd het peloton in de afdaling van de Côte de Wanne door de organisatie de verkeerde kant opgestuurd. De drie koplopers konden zo hun voorsprong uitbouwen van 6 minuten en 16 seconden naar 14 minuten en 45 seconden. De jury besloot om de drie tegen te houden, maar slaagde hier pas in met behulp van motoragenten. Toen het peloton arriveerde werden de drie koplopers 4 minuten later weer los gelaten. Die 4 minuten was een verrekening van de extra berg die het peloton had moeten rijden. De drie koplopers werden op de Côte de Surister, met toen nog iets meer dan 18 kilometer te gaan tot de finish, ingehaald en voorbijgereden door renners die weg waren gesprongen uit het peloton. De aanvallende renners werden zelf bijgehaald op 5,5 kilometer van de finish.

## Eindklassement
| Algemeen Klassement | Algemeen Klassement             | Algemeen Klassement |
| ------------------- | ------------------------------- | ------------------- |
| 1.                  | Bobby Julich (Verenigde Staten) | 29u 08' 01"         |
| 2.                  | Erik Dekker (Nederland)         | + 21"               |
| 3.                  | Leif Hoste (België)             | + 41"               |
| 4.                  | Thomas Dekker (Nederland)       | + 54"               |
| 5.                  | Michael Blaudzun (Denemarken)   | + 1' 07"            |
| 6.                  | Rik Verbrugghe (België)         | + 1' 16"            |
| 7.                  | Carlos Barredo (Spanje)         | + 1' 22"            |
| 8.                  | Jurgen Van den Broeck (België)  | + 1' 28"            |
| 9.                  | Andreas Klier (Duitsland)       | + 1' 57"            |
| 10.                 | Sergej Ivanov (Rusland)         | + 2' 12"            |

136 renners reden de wedstrijd uit
De leider droeg een rode trui, de "ENECO leiderstrui".

| Bergklassement | Bergklassement                           | Bergklassement |
| -------------- | ---------------------------------------- | -------------- |
| 1.             | Christian Vande Velde (Verenigde Staten) | 68 punten      |
| 2.             | Jason McCartney (Verenigde Staten)       | 66 punten      |
| 3.             | Bart Dockx (België)                      | 32 punten      |
| 4.             | Koos Moerenhout (Nederland)              | 27 punten      |
| 5.             | Staf Scheirlinckx (België)               | 27 punten      |

De leider van het "Lotto bergklassement" droeg een wit-rode trui.

| Puntenklassement | Puntenklassement             | Puntenklassement |
| ---------------- | ---------------------------- | ---------------- |
| 1.               | Allan Davis (Australië)      | 132 punten       |
| 2.               | Max van Heeswijk (Nederland) | 90 punten        |
| 3.               | Stefan van Dijk (Nederland)  | 69 punten        |
| 4.               | Marco Zanotti (Italië)       | 67 punten        |
| 5.               | Daniele Bennati (Italië)     | 66 punten        |

De leider van het "MrBoomaker.com puntenklassement" droeg een blauwe trui.

| Jongerenklassement | Jongerenklassement             | Jongerenklassement |
| ------------------ | ------------------------------ | ------------------ |
| 1.                 | Thomas Dekker (Nederland)      | 29u 08' 55"        |
| 2.                 | Carlos Barredo (Spanje)        | + 28"              |
| 3.                 | Jurgen Van den Broeck (België) | + 34"              |
| 4.                 | Allan Davis (Australië)        | + 1' 31"           |
| 5.                 | Nick Nuyens (België)           | + 2' 20"           |

De leider van het "Topsport Vlaanderen jongerenklassement" droeg een gele trui.

## Deelnemende ploegen
| - Rabobank - Davitamon - Lotto - Quick·Step - Innergetic - Discovery Channel Pro Cycling Team - T-Mobile Team - Team Gerolsteiner - Team CSC - Crédit Agricole | - La Française des Jeux - Cofidis, Le Crédit par Téléphone - Bouygues Télécom - Fassa Bortolo - Lampre - Caffita - Liquigas - Bianchi - Domina Vacanze - Illes Balears-Caisse d'Epargne | - Liberty Seguros-Würth Team - Euskaltel - Euskadi - Saunier Duval - Prodir - Phonak Hearing Systems - Shimano - Memory Corp - MrBookmaker.com - SportsTech - Chocolade Jacques - T-Interim |